# 邦克山 (印第安納州)
邦克山（英語：Bunker Hill）是一個位於美國印地安納州邁阿密縣的城鎮。

## 人口
根據2010年美國人口普查的數據，邦克山的面積為1.01平方千米，當中陸地面積為1.01平方千米，而水域面積為0.00平方千米。當地共有人口888人，而人口密度為每平方千米879人。